# The Center of the Web
The Center of the Web er en amerikansk stumfilm fra 1914 af Jack Harvey.